# Campionati mondiali di sci alpinismo 2013
I Campionati mondiali di sci alpinismo 2013 sono stati la 7ª edizione della competizione continentale di sci alpinismo. Si sono svolti dal 9 al 15 febbraio 2013 a Pelvoux, in Francia. 

## Podi

### Maschili
| Evento         | Oro                                                                     | Argento                                                                   | Bronzo                                                                     |
| Individuale    | William Bon Mardion                                                     | Mathéo Jacquemoud                                                         | Kílian Jornet i Burgada                                                    |
| Vertical       | Kílian Jornet i Burgada                                                 | Martin Anthamatten                                                        | Damiano Lenzi                                                              |
| Sprint         | Josef Rottmoser                                                         | Marcel Marti                                                              | Yannick Ecoeur                                                             |
| Gara a squadre | Mathéo Jacquemoud William Bon Mardion                                   | Matteo Eydallin Manfred Reichegger                                        | Xavier Gachet Alexis Sevennec                                              |
| Staffetta      | Svizzera Marcel Marti Martin Anthamatten Yannick Ecoeur Andreas Steindl | Italia Manfred Reichegger Michele Boscacci Robert Antonioli Damiano Lenzi | Francia William Bon Mardion Mathéo Jaquemoud Alexis Sevennec Xavier Gachet |

### Femminili
| Evento         | Oro                                                   | Argento                                                         | Bronzo                                                |
| Individuale    | Laetitia Roux                                         | Axelle Mollaret                                                 | Gloriana Pellissier                                   |
| Vertical       | Laetitia Roux                                         | Mireia Mirò Varela                                              | Emelie Forsberg                                       |
| Sprint         | Mireille Richard                                      | Nina Silitch                                                    | Emelie Forsberg                                       |
| Gara a squadre | Axelle Mollaret Laetitia Roux                         | Gloriana Pellissier Elena Nicolini                              | Maude Mathys Emilie Gex-Fabry                         |
| Staffetta      | Francia Laetitia Roux Valentine Fabre Axelle Mollaret | Italia Gloriana Pellissier Elena Nicolini Alessandra Cazzanelli | Svizzera Emile Gex-Fabry Maude Matys Mireille Richard |

## Medagliere
| Posiz. | Nazione     | Oro | Argento | Bronzo | Totale |
| ------ | ----------- | --- | ------- | ------ | ------ |
| 1      | Francia     | 6   | 2       | 2      | 10     |
| 2      | Svizzera    | 2   | 2       | 3      | 7      |
| 3      | Spagna      | 1   | 1       | 1      | 3      |
| 4      | Germania    | 1   | 0       | 0      | 1      |
| 5      | Italia      | 0   | 4       | 2      | 6      |
| 6      | Stati Uniti | 0   | 1       | 0      | 1      |
| 7      | Svezia      | 0   | 0       | 2      | 2      |
| Totale | Totale      | 10  | 10      | 10     | 30     |